# Amédée Fayol
Pour les articles homonymes, voir Fayol.
Amédée Eugène Lucien Fayol, né le 30 mai 1876 à Carmaux dans le Tarn et mort le 20 novembre 1965 à Chatou dans les Yvelines, est un ingénieur et écrivain français issu de l'École centrale de Lyon.

## Biographie

### Famille
Amédée Fayol est né le 30 mai 1876 au domicile de ses parents, rue de la Tour à Carmaux (Tarn).
Ses parents, Anne Marie Henriette Sevin, sans profession (1853-1934) et Paul Gabriel Fayol, sous-directeur des mines de Carmaux (1844-1929), donneront naissance à 8 enfants : Henri (1874-1892), Amédée, Amélie (1879-1963), Pauline (1880-1888), Julie (1884-1944), Marie (1888-1984), Marie Eugénie (1888-) et un dernier au prénom encore inconnu (1890-1925).
Amédée Fayol se marie le 19 octobre 1904 à Clermont-Ferrand avec Jeanne Marie Antoinette Desaymard, née le 12 octobre 1882 à Clermont-Ferrand et morte le 12 mars 1941 dans la même ville, sœur de Joseph Jean Desaymard, né le 15 septembre 1878 à Clermont-Ferrand, écrivain auvergnat,.
Avec son épouse, ils auront 3 enfants :
- André Joseph Fayol (né le 7 juillet 1906 à Paris et mort le 29 juin 1965 à Paris), inspecteur général des finances, administrateur de compagnies d'assurances, auteur de recueils de poésies et de compositions musicales sous le pseudonyme Gabriel Dheur[8] (nom de famille de sa grand-mère maternelle). André Fayol est un proche du philosophe français Emmanuel Mounier ;
- Jean Joseph Henri Fayol (né le 13 novembre 1912 à Paris 16e arrondissement[9] et mort le 9 juin 1940), ingénieur des arts et manufactures, « tombé glorieusement pour la France » à Noyers-Saint-Martin dans l'Oise à l'âge de 28 ans avec le grade de lieutenant, ayant servi dans le 28e régiment d'artillerie[4] ;
- Jacques Fayol

Amédée Fayol meurt le 20 novembre 1965 à Chatou (Yvelines) à l'âge de 89 ans.

### Généalogie familiale
- André Fayol (Le Veudre, 1805-1888), contremaître en métallurgie, marié à Eugénie Cantin, expatrié en Turquie pour travailler sur la construction d'un pont métallique à Constantinople puis dans les ateliers de canons du sultan,
  - Henri Fayol (Constantinople, 1841 - Paris, 1925), ingénieur civil des mines français, auteur de L'administration industrielle et générale (1916), marié à Marie Céleste Adélaïde Saulé (1853-1917),
    - Marie Céleste Henriette Fayol (1876- ), mariée avec Joseph Oberthur (1872-1956), neurologue et dessinateur d'animaux,
    - Madeleine Marie Eugénie Fayol (1878-1966), mariée avec Georges Grangé (1871-1954), minotier,
    - Henri Joseph Fayol (1899- ), licencié ès sciences,

  - Paul Gabriel Fayol (1845-1929) marié avec Anne Sevin (1853-1934), sous-directeur des mines de Carmaux,
    - Amédée Fayol (1876-1965), ingénieur de l'École centrale de Lyon et écrivain, marié avec Jeanne Desaymard (1884-1941),
      - André Joseph Fayol (1906-1965), inspecteur général des finances, poète connu sous le pseudonyme Gabriel Dheur,
      - Jean Joseph Henri Fayol (1912 -1940), ingénieur des arts et manufactures, lieutenant « tombé glorieusement pour la France »,
      - Jacques Fayol

    - Amélie Fayol (1879-1963), mariée à Claude Muguet (1865-1941) qui a succédé à Henri Fayol en 1919 à la direction de l'entreprise.

## Distinctions
L'Académie française l'a gratifié de deux des nombreux prix qu'elle décerne chaque année. Le prix Marcelin Guérin n'existe plus, il récompensait un auteur dans le domaine de la littérature, le prix Nicolas Missarel également disparu était décerné en philosophie :
- 1927 : Prix Marcelin Guérin pour Auteuil au cours des âges[10] ;
- 1945 : Prix Nicolas Missarel pour Philippe Lebon, inventeur du gaz d'éclairage consacré aux travaux de l'ingénieur Philippe Lebon[11].

## Œuvres
- 1909 : Amédée Fayol, Le Caoutchouc, historique, latex, propriétés, traitements, technologie, fabrication, confection, vulcanisation, gommes analogues, essais, Paris et Liège, C. Béranger, 1909, 138 p.
- 1926 : Amédée Fayol, Auteuil au cours des âges, Ceccaldi, 1926, 227 p.
- 1930 : Amédée Fayol, La vie et l'œuvre d'Orfila, Albin Michel, coll. « Les vies authentiques », 1930, 315 p.
- 1933 : Amédée Fayol (préf. Abel Bonnard), Baléares, îles heureuses, Les écrivains associés, 1933, 249 p.
- 1943 : Amédée Fayol, Philippe Lebon, inventeur du gaz d'éclairage, Les publications techniques, 1943, 96 p.
- 1950 : Amédée Fayol, Le Savant et inventeur Joseph Bethenod, Culture et Documentation, 1950, 166 p.
- 1961 : Amédée Fayol, Fontenelle, Paris, Nouvelles Éditions Debresse, coll. « Au carrefour des lettres », 1961, 127 p.
- 1962 : Amédée Fayol, Précurseurs oubliés, de Ctésibios à Judson..., Paris, 1962, 80 p.
- 1963 : Amédée Fayol, 88 ans de souvenirs vécus, Paris, 1963, 80 p.